# Capnosporium moniliforme
Capnosporium moniliforme är en svampart som beskrevs av S. Hughes 1976. Capnosporium moniliforme ingår i släktet Capnosporium och familjen Metacapnodiaceae.   Inga underarter finns listade i Catalogue of Life.